# 유월 (영화)
《유월》은 2018년에 제작한 단편 영화이다.

## 수상
- 2018년 제2회 서울무용영화제 수상 최우수 작품상 - 이병윤
- 2019년 제40회 청룡영화상 단편영화상
- 2019년 제45회 서울독립영화제 특별초청 단편
- 2019년 제19회 미쟝센 단편영화제 수상 희극지왕 최우수단편상, 미쟝센 안무상 - 이병윤
- 2019년 제21회 정동진독립영화제 단편
- 2019년 제36회 부산국제단편영화제 수상 관객상(한국경쟁) - BEFF
- 2019년 제14회 런던한국영화제 미쟝센 단편
- 2019년 제7회 서울구로국제어린이영화제 수상 최우수상(단편) - 이병윤
- 2019년 제4회 충무로뮤지컬영화제 더 쇼

## 다른 매체
- 잠자 글, 이윤희 그림, 《댄스 바이러스, 유월》, 주니어김영사, 2021년 6월 8일